# Pierz, Minnesota
Pierz là một thành phố thuộc quận Morrison, tiểu bang Minnesota, Hoa Kỳ. Năm 2010, dân số của thành phố này là 1393 người.

## Dân số
- Dân số năm 2000: 1277 người.
- Dân số năm 2010: 1393 người.